# NA-2043
La Na-2042 comunica con la NA-1720 el pueblo de Arrieta.

## Recorrido
| Denominación | Kilómetro | Salida                                            | Carretera                                         | Dirección                                         |
| ------------ | --------- | ------------------------------------------------- | ------------------------------------------------- | ------------------------------------------------- |
| NA-2043      | 0         |                                                   | NA-2042                                           | Aoiz/Agoitz Auritz/Burguete                       |
| NA-2042      | 1         | Travesía de Villanueva de Arce/Hiriberri Artzibar | Travesía de Villanueva de Arce/Hiriberri Artzibar | Travesía de Villanueva de Arce/Hiriberri Artzibar |

- Datos: Q12264054